# Булакты (Актюбинская область)
Булакты (каз. Бұлақты, до 2008 г. — Родники) — аул в Мугалжарском районе Актюбинской области Казахстана. Административный центр Егиндыбулакского сельского округа. Код КАТО — 154839100.

## Население
В 1999 году население аула составляло 1199 человек (602 мужчины и 597 женщин). По данным переписи 2009 года, в ауле проживало 678 человек (333 мужчины и 345 женщин).